# هیراتا، فوکوشیما
هیراتا، فوکوشیما (به لاتین: Hirata, Fukushima) یک منطقهٔ مسکونی در ژاپن است که در استان فوکوشیما واقع شده‌است. هیراتا ۹۳٫۵۳ کیلومتر مربع مساحت و ۶٬۴۴۵ نفر جمعیت دارد.